# Hot Potty
Hot Potty est un groupe de punk rock américain, originaire de Long Beach, en Californie. Leur seul album n'est disponible que lors de leurs concerts ou en vente en ligne.

## Biographie
En février 2003, le groupe, qui comprend Brooks Wackerman (Bad Religion, The Vandals) au chant et à la guitare, Tyler Rebbe (Pulley) à la basse et Tony Palermo (Pulley) à la batterie, est annoncé pour quelques concerts entre le 26 février et le 8 mars à Santa Barbara, Anaheim, et Santa Monica. Cette même année, le groupe effectue un live à Seattle aux côtés de Bad Religion et The Casualties.
Le groupe publie toujours en 2003 son premier et uniquement album studio intitulé One Step Closer to Broadway, qui comprend des chansons telles que A Prostitute Named Vicky et My Favourite Migraine.

## Discographie
- 2003 : One Step Closer to Broadway